# Medicago marina

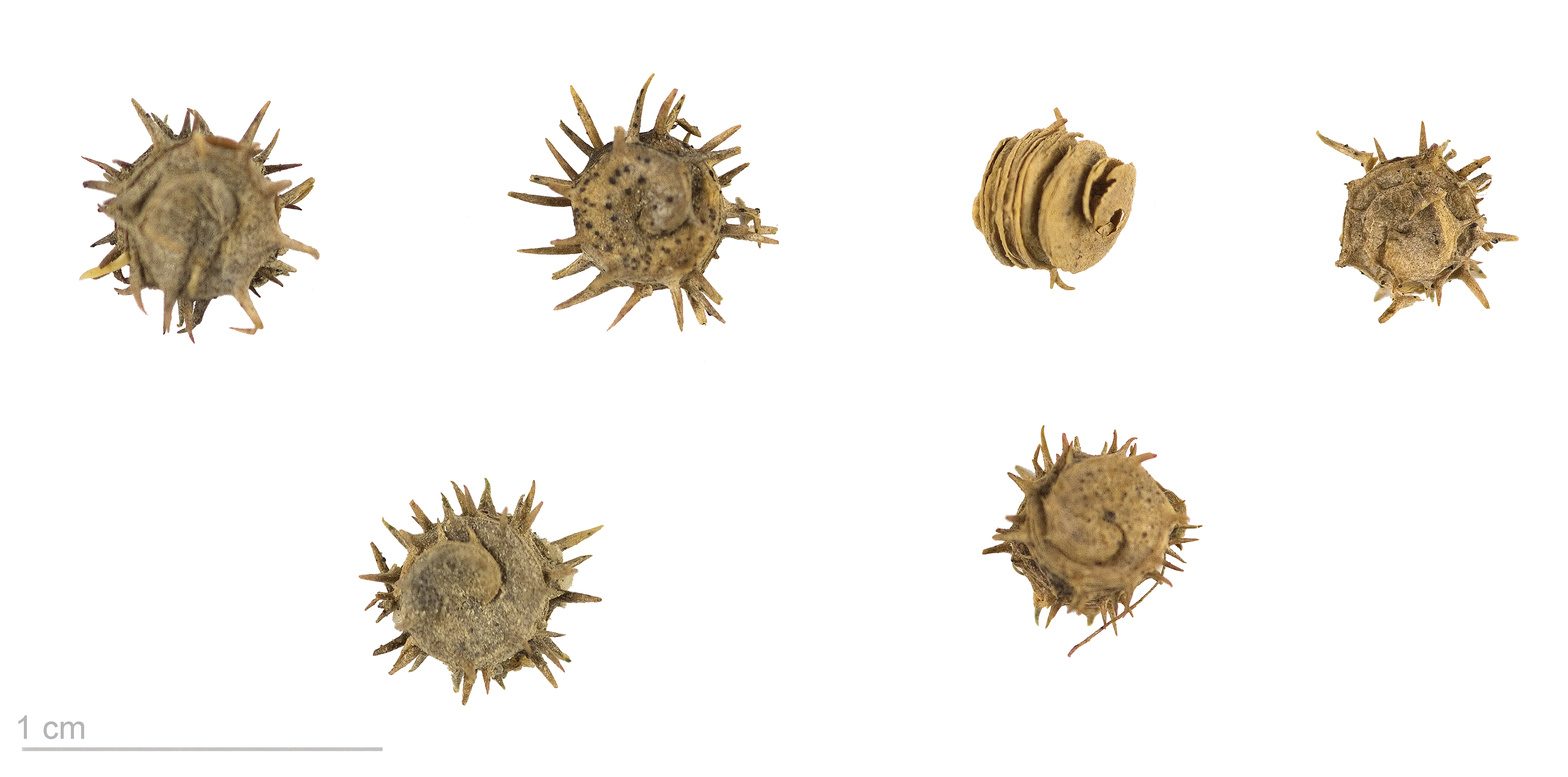
Medicago marina

El carretón de playa (Medicago marina) es una especie  perteneciente a la familia de las fabáceas.

## Descripción
Hierba perenne, de color gris a gris verdoso, ramificada y postrada, con tallos de 10 a 50 cm. Los tallos son muy pálidos y lanuginosos. Tanto las hojas trifoliadas como las yemas, están densamente cubiertas de pelos suaves. Las pequeñas flores, amarillas aparecen en grupos compactos de 5 a 12 unidades; el fruto de cada una de ellas es una vaina lanosa de forma espiral, que forma en conjunto una "bola" de unos 15 a 20 mm de diámetro.

## Distribución y hábitat
En todo el Mediterráneo, en arenas y dunas marítimas, hábitats costeros.

## Taxonomía
Medicago marina fue descrita por Carolus Linnaeus y publicado en Species Plantarum 2: 779. 1753.
Citología
Número de cromosomas de Medicago marina (Fam. Leguminosae) y táxones infraespecíficos: 2n=16
Etimología
Medicago: nombre genérico que deriva del término latíno medica, a su vez del griego antiguo: μηδική (πόα) medes que significa "hierba".
marina: epíteto latíno que significa "cercana del mar".

## Nombres comunes
- Castellano: carretones (2), carretón de playa (4), hierba de la plata (3), mielga boyuna, mielga marina (4), trébol marino.(el número entre paréntesis indica las especies que tienen el mismo nombre en España)[7]